# Hospedería (Ciudad Abierta)
La Hospedería (u Hospederías), dentro del contexto de la Ciudad Abierta, son construcciones arquitectónicas, que, «se definen como un hábitat de propósito múltiple, donde el miembro que aportó con su primera financiación se aloja temporalmente, haciendo de ella su taller, estudio, casa, etc.». Complementariamente, de acuerdo a lo que define la Escuela, son estructuras que «dan cabida a la hospitalidad». Por eso constituyen un espacio abierto a recibir «al otro», el que pasa a ser un huésped. Ellas reinterpretan la concepción clásica de hospedería.
De acuerdo a lo manifestado por Alberto Cruz, en un momento llegó a pensarse que varias hospederías tenían que juntarse para construir entre ellas otra hospedería para que unos huéspedes se trasladaran dentro de ellas, dando origen así al Palacio del Alba y el Ocaso.